# ICANN

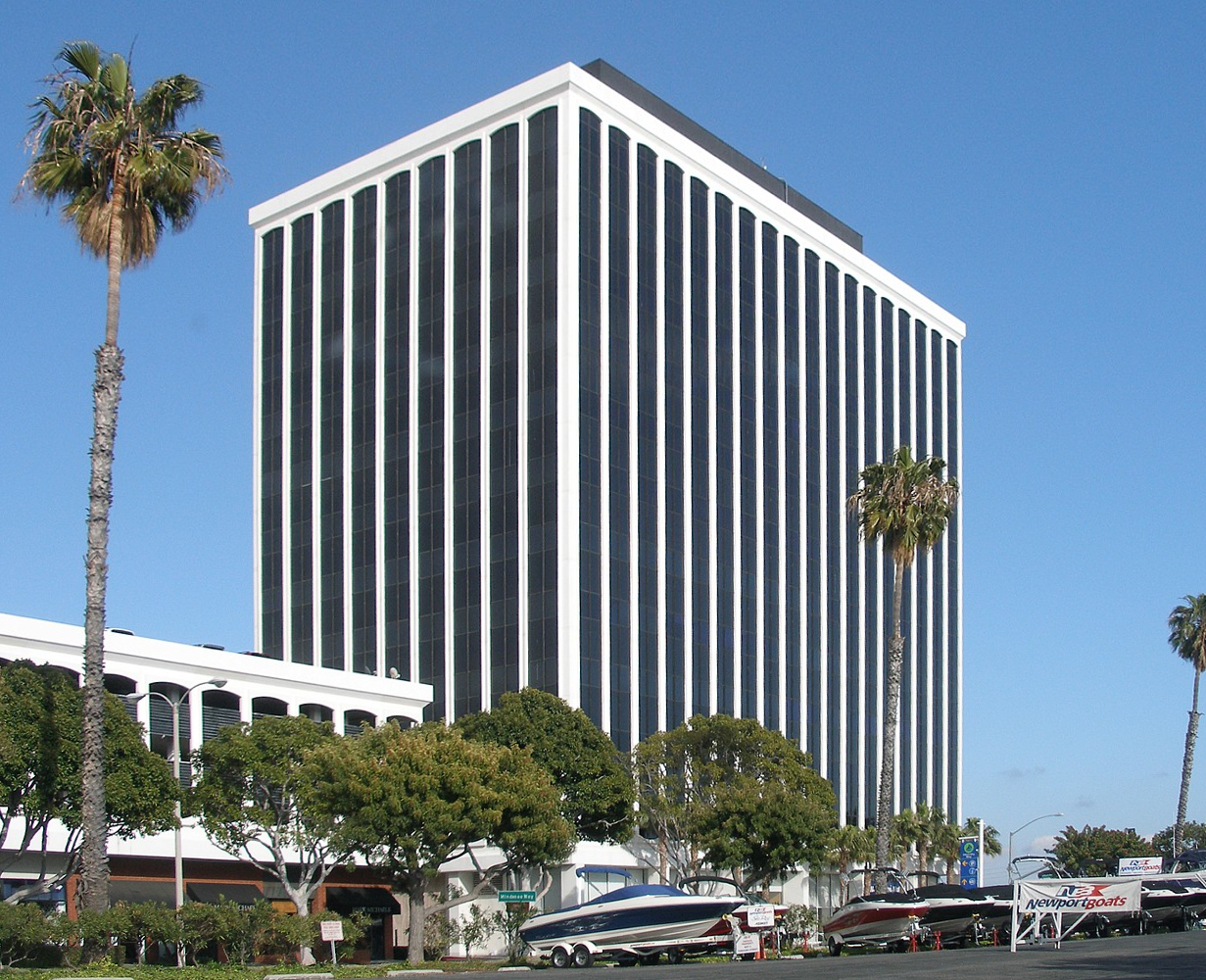
Trụ sở ICANN tại USC ISI

Tập đoàn Internet cấp số và tên miền (tiếng Anh: Internet Corporation for Assigned Names and Numbers, ICANN /ˈaɪkæn/ EYE-kan) là một nhóm đa phương liên quan toàn cầu và tổ chức phi lợi nhuận có trụ sở chính tại Mỹ chịu trách nhiệm điều phối việc bảo trì và thủ tục của một số cơ sở dữ liệu liên quan đến không gian tên và không gian số của Internet, đảm bảo Internet hoạt động ổn định và an toàn. ICANN thực hiện công việc bảo trì kỹ thuật thực tế của các nhóm Central Internet Address và các sổ đăng ký vùng DNS gốc theo hợp đồng chức năng của Internet Assigned Numbers Authority (IANA). Hợp đồng liên quan đến các chức năng quản lý IANA giữa ICANN và Cơ quan quản lý thông tin và viễn thông quốc gia (NTIA) thuộc Bộ thương mại Mỹ đã kết thúc vào ngày 1 tháng 10 năm 2016, chính thức chuyển giao các chức năng cho cộng đồng đa phương liên quan toàn cầu.
Phần lớn công việc của tổ chức này liên quan đến Hệ thống tên miền (DNS) toàn cầu của Internet, bao gồm phát triển chính sách để quốc tế hóa DNS, giới thiệu các tên miền cấp cao (TLD) chung mới và hoạt động của máy chủ tên gốc root name servers.  Các cơ sở đánh số mà ICANN quản lý bao gồm không gian địa chỉ Giao thức Internet cho IPv4 và IPv6, và việc chỉ định các khối địa chỉ cho các sổ đăng ký Internet khu vực. ICANN cũng duy trì các sổ đăng ký mã định danh Giao thức Internet.
Các nguyên tắc hoạt động chính của ICANN được mô tả là giúp duy trì sự ổn định trong hoạt động của Internet; thúc đẩy cạnh tranh; đạt được sự đại diện rộng rãi của cộng đồng Internet toàn cầu; và phát triển các chính sách phù hợp với sứ mệnh của mình thông qua các quy trình dựa trên sự đồng thuận từ dưới lên. Tổ chức này thường đưa khẩu hiệu "Một thế giới. Một Internet" vào các báo cáo thường niên bắt đầu từ năm 2010, trên các ấn phẩm ít chính thức hơn cũng như trang web chính thức của họ.
ICANN chính thức được thành lập tại tiểu bang California vào ngày 30 tháng 9 năm 1998. Ban đầu có trụ sở chính tại Marina del Rey trong cùng tòa nhà với Viện Khoa học Thông tin (ISI) của Đại học Nam California, các văn phòng của tổ chức này hiện nằm tại khu phố Playa Vista của Los Angeles.

## Lịch sử
Trước khi thành lập ICANN, chức năng quản lý sổ đăng ký định danh giao thức Internet (bao gồm cả việc phân phối tên miền cấp cao nhất và địa chỉ IP) của IANA do Jon Postel đảm nhiệm, một nhà nghiên cứu khoa học máy tính đã tham gia vào quá trình tạo ra ARPANET, đầu tiên là tại UCLA và sau đó là tại USC-ISI. Năm 1997, Postel đã làm chứng trước Quốc hội rằng đây là một "nhiệm vụ phụ" của công trình nghiên cứu này. Viện Khoa học Thông tin được Bộ Quốc phòng Mỹ tài trợ, cũng như Trung tâm Thông tin Mạng của SRI International, nơi cũng thực hiện một số chức năng tên được chỉ định.
Khi Internet phát triển và mở rộng trên toàn cầu, Bộ Thương mại Mỹ đã khởi xướng một quy trình thành lập một tổ chức mới để thực hiện các chức năng của IANA. Ngày 30 tháng 1 năm 1998, Cục Viễn thông và Thông tin Quốc gia (NTIA), một cơ quan của Bộ Thương mại Mỹ, đã ban hành để nhận xét, "Đề xuất cải thiện Quản lý Kỹ thuật Tên và Địa chỉ Internet". Quy định đề xuất, hay "Sách Xanh", đã được công bố trên Federal Register vào ngày 20 tháng 2 năm 1998, tạo cơ hội cho công chúng nhận xét. NTIA đã nhận được hơn 650 nhận xét tính đến ngày 23 tháng 3 năm 1998, khi thời gian nhận xét kết thúc.
Sách Xanh đề xuất một số hành động được thiết kế để tư nhân hóa việc quản lý tên và địa chỉ Internet theo cách cho phép phát triển cạnh tranh và tạo điều kiện cho sự tham gia toàn cầu vào việc quản lý Internet. Sách Xanh đề xuất thảo luận nhiều vấn đề liên quan đến quản lý DNS bao gồm việc thành lập một công ty phi lợi nhuận mới của khu vực tư nhân do một hội đồng quản trị đại diện toàn cầu và có chức năng quản lý. ICANN được thành lập nhằm đáp ứng chính sách này.  ICANN quản lý Internet Assigned Numbers Authority (IANA) theo hợp đồng với Bộ Thương mại Mỹ (DOC) và theo thỏa thuận với IETF.
ICANN được thành lập tại California vào ngày 30 tháng 9 năm 1998, với nữ doanh nhân và nhà từ thiện Esther Dyson là nữ chủ tịch sáng lập. Đây là một công ty phi lợi nhuận vì lợi ích công cộng "được tổ chức theo Luật Công ty phi lợi nhuận vì lợi ích công cộng của California vì mục đích từ thiện và công cộng"  ICANN được thành lập tại California do sự hiện diện của Postel, người sáng lập ICANN và được chỉ định là Giám đốc công nghệ đầu tiên của công ty trước khi ông qua đời đột ngột. ICANN trước đây hoạt động từ cùng tòa nhà Marina del Rey nơi Postel từng làm việc, nơi có văn phòng của Viện Khoa học thông tin của Đại học Nam California. Tuy nhiên, trụ sở chính của ICANN hiện nằm ở khu phố Playa Vista gần Los Angeles.
Theo điều lệ ban đầu, trách nhiệm chính trong việc hình thành chính sách tại ICANN được giao cho ba tổ chức hỗ trợ (Address Supporting Organization, Domain Name Supporting Organization, và Protocol Supporting Organization), mỗi tổ chức sẽ phát triển và đề xuất các chính sách và thủ tục quan trọng để quản lý các mã định danh trong phạm vi tương ứng của mình. Họ cũng được yêu cầu phải độc lập về mặt tài chính với ICANN. Đúng như dự kiến, cơ quan đăng ký Internet khu vực và IETF đã đồng ý đóng vai trò tương ứng là Address Supporting Organization và Protocol Supporting Organization, và ICANN đã kêu gọi các bên quan tâm đề xuất cơ cấu và thành phần của Domain Name Supporting Organization. Tháng 3 năm 1999, Hội đồng quản trị ICANN, dựa trên một phần các đề xuất DNSO nhận được, đã quyết định thay thế bằng một cấu trúc thay thế cho DNSO, trong đó mô tả các cơ quan bầu cử cụ thể trong chính ICANN, do đó bổ sung trách nhiệm chính cho việc phát triển chính sách DNS vào các nhiệm vụ giám sát và điều phối hiện có của ICANN.
Vào ngày 26 tháng 7 năm 2006, chính phủ Mỹ đã gia hạn hợp đồng với ICANN để thực hiện chức năng IANA thêm một đến năm năm nữa. Bối cảnh mối quan hệ của ICANN với chính phủ Mỹ đã được làm rõ vào ngày 29 tháng 9 năm 2006, khi ICANN ký một biên bản ghi nhớ mới với Bộ Thương mại Mỹ (DOC). Văn bản này trao cho DOC quyền giám sát một số hoạt động của ICANN.
Vào tháng 7 năm 2008, DOC đã nhắc lại tuyên bố trước đó rằng họ "không có kế hoạch chuyển giao quyền quản lý tệp vùng gốc có thẩm quyền cho ICANN". Bức thư cũng nhấn mạnh các vai trò riêng biệt của IANA và VeriSign.
Vào ngày 30 tháng 9 năm 2009, ICANN đã ký một thỏa thuận với DOC (được gọi là "Khẳng định cam kết - Affirmation of Commitments") xác nhận cam kết của ICANN đối với mô hình quản trị nhiều bên liên quan, nhưng không loại bỏ nó khỏi sự giám sát và kiểm soát của DOC. Khẳng định cam kết, nhằm mục đích tạo ra sự giám sát quốc tế, đã vấp phải sự chỉ trích.
Vào ngày 10 tháng 3 năm 2016, ICANN và DOC đã ký một thỏa thuận lịch sử, đỉnh cao để cuối cùng loại bỏ ICANN và IANA khỏi sự kiểm soát và giám sát của DOC. Vào ngày 1 tháng 10 năm 2016, ICANN đã được giải phóng khỏi sự giám sát của chính phủ Hoa Kỳ.
Kể từ khi thành lập, ICANN đã trở thành chủ đề của sự chỉ trích và tranh cãi. Năm 2000, giáo sư Michael Froomkin của Trường Luật Đại học Miami lập luận rằng mối quan hệ của ICANN với Bộ Thương mại Mỹ là bất hợp pháp, vi phạm Hiến pháp hoặc luật liên bang. Ngày 10 tháng 6 năm 2024, có thông báo rằng Kurt Erik Lindqvist, người đã là Tổng giám đốc điều hành của London Internet Exchange  từ năm 2019, sẽ trở thành chủ tịch kiêm tổng giám đốc điều hành mới của ICANN vào ngày 5 tháng 12 năm 2024.